# Titanio venustalis
Titanio venustalis is een vlinder uit de familie grasmotten (Crambidae). De wetenschappelijke naam is voor het eerst geldig gepubliceerd in 1855 door Lederer.
De soort komt voor in Europa.